# Olophontosia pallida
Olophontosia pallida är en fjärilsart som beskrevs av Sergius G. Kiriakoff 1974. Olophontosia pallida ingår i släktet Olophontosia och familjen tandspinnare. Inga underarter finns listade i Catalogue of Life.